# Efecto Werther

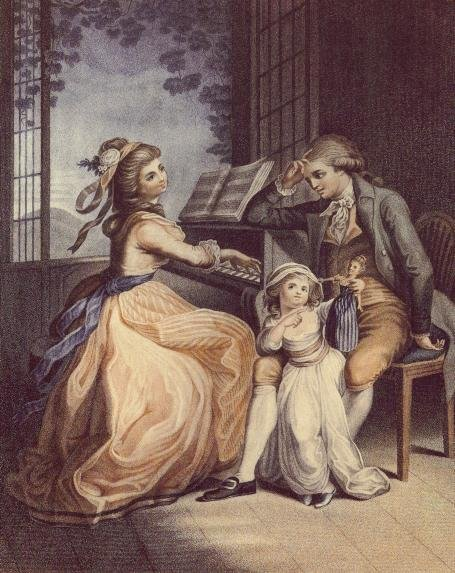
Lotte y Werther en una pintura inspirada en «The Werewomen's Pains»

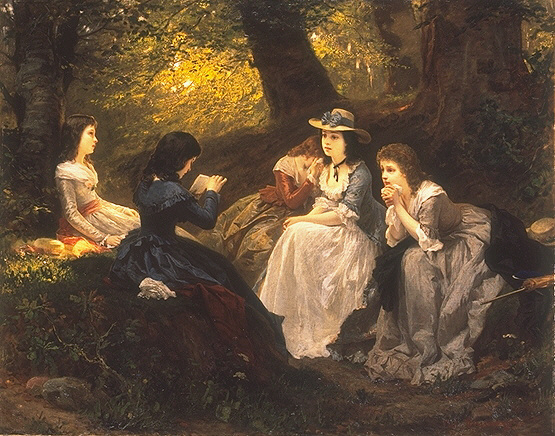
Leyendo el Werther de Goethe, pintado por Wilhelm Amberg, 1870

El efecto Werther toma su nombre de la novela Las penas del joven Werther de Johann Wolfgang von Goethe, publicada en 1774. En la novela, el protagonista sufre por amor hasta tal punto que acaba por quitarse la vida. Fue una novela muy popular entre los jóvenes de la época, muchos de ellos llegaron incluso a suicidarse de formas que parecían imitar la del protagonista. De hecho, las autoridades de Italia, Alemania y Dinamarca llegaron a prohibir la novela. El término lo instauró el sociólogo David Phillips en 1974. Philips elaboró un estudio entre 1947 y 1968 que demostró que el número de suicidios se incrementaba en todo Estados Unidos al mes siguiente de que el New York Times publicara en portada alguna noticia relacionada con un suicidio.
También se conoce como efecto copycat, y es más probable que se produzca cuando el modelo es una persona célebre. Un caso histórico es la epidemia de suicidios que siguió a la muerte de Marilyn Monroe en 1962. Se pensó que el suicidio de Kurt Cobain, cantante y guitarrista del grupo Nirvana, podría provocar una ola de suicidios, esta sospecha movilizó a las organizaciones preventivas y a los medios de comunicación; aunque si hubo un alza en las llamadas a las líneas de prevención contra el suicidio, no hubo alza alguna en los suicidios efectivos, estos incluso disminuyeron, quizás gracias a la campaña mediática posterior al suicidio del artista. Otro dato histórico es el del «efecto Yukko», ya que en 1986 se suicidaron 28 adolescentes después de que la cantante japonesa Yukiko Okada acabara con su vida tirándose desde el séptimo piso. El síndrome afecta especialmente a la gente joven. En Japón, por ejemplo, se da el caso relacionado de un alto índice de jóvenes que se suicidan en el bosque de Aokigahara, bajo el monte Fuji.

## Causas
Se trata, al fin y al cabo, del efecto imitativo de la conducta suicida, sobre la cual hay diversos estudios e investigaciones. Al ser los medios de comunicación la forma de contagio, se ha obligado incluso a sugerir a los Centros para el Control y Prevención de Enfermedades consejos sobre cómo publicar los hechos relacionados con los suicidios para que no resulten tan potencialmente contagiosas. Entre las recomendaciones, están la omisión de cualquier elemento personal que inspire compasión al lector y cualquier mensaje que sugiera que el suicidio es una salida eficaz a los problemas del suicida. En 1987, tras este repaso a la forma en que se ofrecían las noticias, los intentos de suicidio descendieron notablemente.